# Agnieszka Radzikowska
Agnieszka Radzikowska (ur. 15 grudnia 1983 w Chorzowie) – polska aktorka, znana z filmów Strzępy (2022), 25 lat niewinności. Sprawa Tomka Komendy (2020), Zbliżenia (2014).

## Życiorys
Agnieszka Radzikowska ukończyła III liceum Ogólnokształcące w Chorzowie, w klasie o profilu teatralno-filmowym. W wieku 18 lat zadebiutowała w Teatrze Śląskim, rolą w spektaklu Chryje z Polską, u boku Mariusza Bonaszewskiego. Następnie dostała się na wydział dramatyczny do Szkoły Teatralnej w Krakowie – specjalizacja wokalno-aktorska, skąd po roku przeniosła się na specjalizację wyłącznie dramatyczną. W Szkole Teatralnej zagrała w dwóch spektaklach Krystiana Lupy – jedną z tych ról była rola w spektaklu dyplomowym Marat-Sade (jako Simone). Po ukończeniu studiów Agnieszka Radzikowska grała w Teatrze Współczesnym w Krakowie, a następnie przez rok w Teatrze Nowym w Zabrzu. Od 2010 roku jest etatową aktorką Teatru Śląskiego w Katowicach – zagrała tam już ponad 40 ról. Od roku 2021 jest także wykładowcą Akademii Muzycznej w Katowicach na wydziale wokalno-aktorskim.
W świecie telewizji, Agnieszka Radzikowska pojawiła się w ponad dziesięciu spektaklach w ramach Teatru Telewizji – najważniejszy z nich to główna rola w spektaklu Świeczka zgasła, w reżyserii Jerzego Stuhra, gdzie zagrała u boku Macieja Stuhra. W jej portfolio znajdują się też popularne seriale: Na Wspólnej, Majka, Lekarze, Julia.
W świecie filmu można było zobaczyć ją w takich produkcjach jak: Zbliżenia, Odnajdę cię, 25 lat niewinności. Sprawa Tomka Komendy. W 2022 roku zagrała jedną z głównych ról w filmie Strzępy Beaty Dzianowicz – laureata Złotych Lwów.
W 2010 roku otrzymała II nagrodę aktorską za rolę Iwony w spektaklu Iwona, księżniczka Burgunda w Teatrze Śląskim w Katowicach na Międzynarodowym Festiwalu Gombrowiczowskim w Radomiu. W latach 2010–2012 otrzymała kolejno Nagrodę Marszałka Województwa Śląskiego za osiągnięcia w dziedzinie aktorstwa oraz Nagrodę im. Leona Schillera przyznawana przez ZASP. W 2020 roku uzyskała stopień doktora w dziedzinie sztuki, w dyscyplinie: Sztuki filmowe i teatralne nadany w PWSFTviT w Łodzi.
Również w 2020 roku, z inicjatywy Agnieszki Radzikowskiej, powstał serial internetowy 6mm, który przełamuje milczenie i oddaje głos kobietom i mężczyznom, którzy doświadczyli poronienia.

## Filmografia
Opracowano na podstawie materiału źródłowego
| Filmy               |                                                          |                        |                     |
| Rok                 | Tytuł                                                    | Rola                   | Reżyseria           |
| 2004                | Cienion (etuida szkolna)                                 |                        | Przemysław Reichel  |
| 2005                | Barbórka                                                 | fanka Aleksa w pociągu | Maciej Pieprzyca    |
| 2010                | Bronisław Huberman, czyli zjednoczenie Europy i skrzypce | Elsa Galafres          | Piotr Szalsza       |
| 2013                | Magdalena                                                | Ruda                   | Mateusz Znaniecki   |
| 2014                | Zbliżenia                                                |                        | Magdalena Piekorz   |
| 2014                | Drzewo i ja (krótki metraż)                              | żona Adama             | Łukasz Nowak        |
| 2015                | Gejsza                                                   | Ruda                   | Radosław Markiewicz |
| 2018                | Odnajdę cię                                              | ruda więźniarka        | Beata Dzianowicz    |
| 2020                | 25 lat niewinności. Sprawa Tomka Komendy                 | sekretarka Bigaja      | Jan Holoubek        |
| 2022                | Strzępy                                                  | Bogna Paterok          | Beata Dzianowicz    |
| Seriale telewizyjne |                                                          |                        |                     |
| Rok                 | Tytuł                                                    | Rola                   | Rola                |
| 2002                | Święta wojna                                             | turystka               | turystka            |
| 2003-2022           | Na Wspólnej                                              | nauczycielka Kasia     | nauczycielka Kasia  |
| 2009–2010           | Majka                                                    | Kaja Czyż              | Kaja Czyż           |
| 2011–2012           | Julia                                                    | Iwona                  | Iwona               |
| 2013                | Lekarze                                                  | Bożena Ostrowska       | Bożena Ostrowska    |
| 2021                | 25 lat niewinności. Sprawa Tomka Komendy                 | sekretarka Bigaja      | sekretarka Bigaja   |
| 2021                | Kruk. Czorny woron nie śpi                               | żona ochroniarza       | żona ochroniarza    |